# Білобереги (Замойський повіт)
Білобереги (Бялобжеґі, пол. Białobrzegi) — село в Польщі, у гміні Замостя Замойського повіту Люблінського воєводства. Населення — 452 особи (2011).

## Історія
За даними етнографічної експедиції 1869—1870 років під керівництвом Павла Чубинського, у селі переважно проживали польськомовні римо-католики, меншою мірою — греко-католики, які також розмовляли польською.
До Першої світової війни в селі проживало 14 українських та 24 польські родини (разом з декількома родинами німецьких колоністів). Під час війни 10 українських та 2 польські родини виїхали у внутрішні райони Російської імперії.
У 1975—1998 роках село належало до Замойського воєводства.

## Демографія
Демографічна структура станом на 31 березня 2011 року:
|          | Загалом | Допрацездатний вік | Працездатний вік | Постпрацездатний вік |
| -------- | ------- | ------------------ | ---------------- | -------------------- |
| Чоловіки | 235     | 40                 | 178              | 17                   |
| Жінки    | 217     | 31                 | 135              | 51                   |
| Разом    | 452     | 71                 | 313              | 68                   |